# Europese kampioenschappen schaatsen 2006
De Europese kampioenschappen schaatsen 2006 werden op 14 en 15 januari 2006 gereden in het Vikingskipet van Hamar. In de schaatshal van de Olympische Winterspelen van 1994 verdedigde Jochem Uytdehaage zijn titel. Anni Friesinger kon haar titel niet verdedigen door een snijwond in haar rechterbeen opgelopen tijdens een training.
| Programma                                                               | Programma                                                                   |
| zaterdag 14 januari                                                     | zondag 15 januari                                                           |
| ----------------------------------------------------------------------- | --------------------------------------------------------------------------- |
| 500 meter vrouwen 500 meter mannen 3000 meter vrouwen 5000 meter mannen | 1500 meter vrouwen 1500 meter mannen 5000 meter vrouwen 10.000 meter mannen |

## Mannen
| Rang   | Schaatser           | Land      | Tijd  |
| ------ | ------------------- | --------- | ----- |
| Goud   | Konrad Niedźwiedzki | Polen     | 36,01 |
| Zilver | Ivan Skobrev        | Rusland   | 36,74 |
| Brons  | Enrico Fabris       | Italië    | 36,75 |
| 4      | Dmitri Sjepel       | Rusland   | 36,84 |
| 5      | Håvard Bøkko        | Noorwegen | 36,90 |
| 6      | Robert Lehmann      | Duitsland | 37,01 |
| 7      | Matteo Anesi        | Italië    | 37,18 |
| 8      | Eskil Ervik         | Noorwegen | 37,35 |
| 9      | Johan Röjler        | Zweden    | 37,40 |
| 10     | Sebastian Falk      | Zweden    | 37,44 |

| Rang   | Schaatser            | Land      | Tijd    |
| ------ | -------------------- | --------- | ------- |
| Goud   | Eskil Ervik          | Noorwegen | 6.23,33 |
| Zilver | Sven Kramer          | Nederland | 6.24,26 |
| Brons  | Enrico Fabris        | Italië    | 6.24,33 |
| 4      | Lasse Sætre          | Noorwegen | 6.25,97 |
| 5      | Øystein Grødum       | Noorwegen | 6.28,63 |
| 6      | Johan Röjler         | Zweden    | 6.28,79 |
| 7      | Håvard Bøkko         | Noorwegen | 6.28,92 |
| 8      | Ippolito Sanfratello | Italië    | 6.30,35 |
| 9      | Carl Verheijen       | Nederland | 6.30,55 |
| 10     | Ivan Skobrev         | Rusland   | 6.30,81 |

| Rang   | Schaatser            | Land      | Tijd    |
| ------ | -------------------- | --------- | ------- |
| Goud   | Enrico Fabris        | Italië    | 1.47,57 |
| Zilver | Konrad Niedźwiedzki  | Polen     | 1.49,16 |
| Brons  | Håvard Bøkko         | Noorwegen | 1.49,36 |
| 4      | Eskil Ervik          | Noorwegen | 1.49,45 |
| 5      | Ippolito Sanfratello | Italië    | 1.49,46 |
| 6      | Ivan Skobrev         | Rusland   | 1.49,57 |
| 7      | Dmitri Sjepel        | Rusland   | 1.49,77 |
| 8      | Sven Kramer          | Nederland | 1.49,90 |
| 9      | Matteo Anesi         | Italië    | 1.50,20 |
| 10     | Tobias Schneider     | Duitsland | 1.50,23 |

| Rang   | Schaatser            | Land      | Tijd     |
| ------ | -------------------- | --------- | -------- |
| Goud   | Lasse Sætre          | Noorwegen | 13.14,15 |
| Zilver | Sven Kramer          | Nederland | 13.14,51 |
| Brons  | Øystein Grødum       | Noorwegen | 13.14,52 |
| 4      | Eskil Ervik          | Noorwegen | 13.18,85 |
| 5      | Håvard Bøkko         | Noorwegen | 13.24,09 |
| 6      | Johan Röjler         | Zweden    | 13.29,44 |
| 7      | Enrico Fabris        | Italië    | 13.29,69 |
| 8      | Carl Verheijen       | Nederland | 13.30,87 |
| 9      | Ippolito Sanfratello | Italië    | 13.32,95 |
| 10     | Paweł Zygmunt        | Polen     | 13.37,41 |

### Eindklassement
| Rang   | Schaatser            | Land        | 500 m      | 5000 m       | 1500 m       | 10.000 m      | Punten  |
| ------ | -------------------- | ----------- | ---------- | ------------ | ------------ | ------------- | ------- |
| Goud   | Enrico Fabris        | Italië      | 36,75 (3)  | 6.24,33 (3)  | 1.47,57 (1)  | 13.29,69 (7)  | 151,523 |
| Zilver | Eskil Ervik          | Noorwegen   | 37,35 (8)  | 6.23,33 (1)  | 1.49,45 (4)  | 13.18,85 (4)  | 152,108 |
| Brons  | Håvard Bøkko         | Noorwegen   | 36,90 (5)  | 6.28,92 (7)  | 1.49,36 (3)  | 13.24,09 (5)  | 152,449 |
| 4      | Sven Kramer          | Nederland   | 37,90 (18) | 6.24,26 (2)  | 1.49,90 (8)  | 13.14,51 (2)  | 152,684 |
| 5      | Ivan Skobrev         | Rusland     | 36,74 (2)  | 6.30,81 (10) | 1.49,57 (6)  | 13.38,56 (11) | 153,272 |
| 6      | Johan Röjler         | Zweden      | 37,40 (9)  | 6.28,79 (6)  | 1.50,62 (13) | 13.29,44 (6)  | 153,624 |
| 7      | Ippolito Sanfratello | Italië      | 37,52 (12) | 6.30,35 (8)  | 1.49,46 (5)  | 13.32,95 (9)  | 153,688 |
| 8      | Lasse Sætre          | Noorwegen   | 38,60 (26) | 6.25,97 (4)  | 1.50,68 (14) | 13.14,15 (1)  | 153,797 |
| 9      | Carl Verheijen       | Nederland   | 38,21 (20) | 6.30,55 (9)  | 1.50,36 (11) | 13.30,87 (8)  | 154,594 |
| 10     | Paweł Zygmunt        | Polen       | 37,69 (16) | 6.32,80 (11) | 1.50,72 (15) | 13.37,41 (10) | 154,746 |
| 11     | Jochem Uytdehaage    | Nederland   | 37,53 (14) | 6.35,33 (14) | 1.51,27 (16) | 13.40,79 (12) | 155,192 |
| 12     | Tobias Schneider     | Duitsland   | 37,55 (15) | 6.37,24 (16) | 1.50,23 (10) | 13.44,46 (13) | 155,240 |
| 13     | Øystein Grødum       | Noorwegen   | 39,44 (31) | 6.28,63 (5)  | 1.51,89 (19) | 13.14,52 (3)  | 155,325 |
| 14     | Konrad Niedźwiedzki  | Polen       | 36,01 (1)  | 6.45,12 (22) | 1.49,16 (2)  | 14.16,80 (16) | 155,748 |
| 15     | Matteo Anesi         | Italië      | 37,18 (7)  | 6.38,10 (17) | 1.50,20 (9)  | 14.03,25 (14) | 155,885 |
| 16     | Dmitri Sjepel        | Rusland     | 36,84 (4)  | 6.41,77 (20) | 1.49,77 (7)  | 14.12,80 (15) | 156,247 |
| NC17   | Robert Lehmann       | Duitsland   | 37,01 (6)  | 6.39,04 (18) | 1.51,32 (17) |               | 114,020 |
| NC18   | Artjom Detisjev      | Rusland     | 38,56 (25) | 6.34,33 (13) | 1.50,59 (12) |               | 114,856 |
| NC19   | Gianni Romme         | Nederland   | 38,75 (27) | 6.33,01 (12) | 1.51,88 (18) |               | 115,344 |
| NC20   | Bart Veldkamp        | België      | 38,44 (22) | 6.35,55 (15) | 1.52,14 (20) |               | 115,375 |
| NC21   | Vitalij Michajlov    | Wit-Rusland | 37,46 (11) | 6.54,47 (24) | 1.53,62 (22) |               | 116,780 |
| NC22   | Marco Weber          | Duitsland   | 38,20 (19) | 6.44,63 (21) | 1.54,48 (25) |               | 116,826 |
| NC23   | Jarmo Valtonen       | Finland     | 37,52 (12) | 7.02,65 (29) | 1.52,49 (21) |               | 117,281 |
| NC24   | Pascal Briand        | Frankrijk   | 38,22 (21) | 6.56,71 (27) | 1.53,75 (24) |               | 117,807 |
| NC25   | Martin Hänggi        | Zwitserland | 38,47 (23) | 6.54,54 (25) | 1.55,55 (27) |               | 118,440 |
| NC26   | Maksim Pedos         | Oekraïne    | 38,82 (28) | 6.58,31 (28) | 1.53,65 (23) |               | 118,534 |
| NC27   | Claudiu Grozea       | Roemenië    | 39,55 (32) | 6.51,46 (23) | 1.54,95 (26) |               | 119,012 |
| NC28   | André Vreugdenhil    | België      | 37,86 (17) | 7.05,05 (31) | 1.56,67 (31) |               | 119,255 |
| NC29   | Christian Pichler    | Oostenrijk  | 39,20 (30) | 6.55,42 (26) | 1.55,68 (28) |               | 119,302 |
| NC30   | Robert Brandt        | Finland     | 39,01 (29) | 7.03,74 (30) | 1.56,44 (30) |               | 120,197 |
| NC31   | Miroslav Vtípil      | Tsjechië    | 38,50 (24) | 7.10,11 (33) | 1.56,27 (29) |               | 120,267 |
| NC32   | Oliver Sundberg      | Denemarken  | 39,58 (33) | 7.09,17 (32) | 1.59,49 (32) |               | 122,327 |
| NC33   | Sebastian Falk       | Zweden      | 37,44 (10) | 6.41,24 (19) | NS           |               | 77,564  |

NC# = niet gekwalificeerd voor de laatste afstand, maar wel als # geklasseerd in de eindrangschikking
NS = niet gestart

## Vrouwen

### Deelname
De vrouwen streden voor de 31e keer om de Europese titel. Ze deden dit voor de zesde keer in Noorwegen en voor de derde keer in Hamar. Zevenentwintig deelneemsters uit veertien landen namen aan dit kampioenschap deel. Elf landen, Duitsland (4), Nederland (4), Noorwegen (3), Rusland (3), Polen (2), Roemenië (2), Zweden (2), Italië (1), Oekraïne (1), Oostenrijk (1) en Wit-Rusland (1), waren ook vertegenwoordigd op het EK in 2005. Hongarije (1) en Tsjechië (1) in 2005 afwezig, waren op dit kampioenschap weer present. Denemarken, in de persoon van Cathrine Grage, nam voor de eerste keer deel op het EK voor vrouwen. Finland vaardigde dit jaar geen deelneemster af. Zeven vrouwen maakten hun EK debuut.
De Europees kampioene van 1998, de Duitse Claudia Pechstein, won voor de tweede keer de Europese titel, ze nam voor de negende keer op het erepodium plaats. De Nederlandse Renate Groenewold nam voor de vijfde keer plaats op het erepodium. Na vier derde plaatsen werd ze dit jaar tweede. Haar landgenote Ireen Wüst completeerde het erepodium op plaats drie, zij stond hier voor de eerste keer.
Van de ander twee deelneemsters van het Nederlandse kwartet eindigde Wieteke Cramer op de twaalfde plaats en werd Moniek Kleinsman gediskwalificeerd op de vierde afstand.

### Afstandmedailles
De Nederlandse deelneemsters wonnen op dit kampioenschap vier afstandmedailles. Ireen Wüst voegde één medaille aan haar twee in 2005 gewonnen afstandmedailles toe. Ze won goud op de 1500 meter. Renate Groenewold won voor het zevende opeenvolgende jaar afstandmedailles en bracht haar totaal tot veertien medailles. Dit jaar won ze er drie, goud op de 3000, zilver op de 1500 en brons op de 5000 meter.
De Tsjechische Martina Sáblíková won de gouden medaille op de 5000 meter. Ze was hiermee de derde vrouw die niet uit Nederland, Oost-/Duitsland of de Sovjet-Unie/Rusland kwam die een gouden afstandmedaille behaalde. In 1986 was de Noorse Edel Therese Høiseth op de 500 meter de eerste en de Oostenrijkse Emese Hunyady won zeven keer een gouden afstandmedaille (4x 500m, 3x 1500m). Daarnaast behaalde ze ook nog brons op de 3000 meter.
Europees kampioene Claudia Pechstein won dit jaar vier afstandmedailles en bracht haar totaal op dit kampioenschap tot 29 medailles (7-13-9). Alleen Gunda Niemann-Kleemann met vierenveertig afstandmedailles (28-10-6) won er meer.
| Rang   | Schaatser            | Land      | Tijd     |
| ------ | -------------------- | --------- | -------- |
| Goud   | Jekaterina Lobysjeva | Rusland   | 39,27 CR |
| Zilver | Jekaterina Abramova  | Rusland   | 39,44    |
| Brons  | Claudia Pechstein    | Duitsland | 39,60    |
| 4      | Katarzyna Wójcicka   | Polen     | 40,04    |
| 5      | Ireen Wüst           | Nederland | 40,15    |
| 6      | Daniela Anschütz     | Duitsland | 40,36    |
| 7      | Annette Bjelkevik    | Noorwegen | 40,49    |
| 8      | Renate Groenewold    | Nederland | 40,50    |
| -      | Sofia Albertsson     | Zweden    | 40,50    |
| 10     | Wieteke Cramer       | Nederland | 40,58    |

| Rang   | Schaatser          | Land      | Tijd    |
| ------ | ------------------ | --------- | ------- |
| Goud   | Renate Groenewold  | Nederland | 4.05,79 |
| Zilver | Claudia Pechstein  | Duitsland | 4.08,47 |
| Brons  | Martina Sáblíková  | Tsjechië  | 4.08,60 |
| 4      | Ireen Wüst         | Nederland | 4.08,92 |
| 5      | Maren Haugli       | Noorwegen | 4.10,43 |
| 6      | Moniek Kleinsman   | Nederland | 4.13,69 |
| 7      | Svetlana Vysokova  | Rusland   | 4.13,96 |
| 8      | Lucille Opitz      | Duitsland | 4.14,75 |
| 9      | Katarzyna Wójcicka | Polen     | 4.15,10 |
| 10     | Daniela Anschütz   | Duitsland | 4.15,13 |

| Rang   | Schaatser            | Land      | Tijd       |
| ------ | -------------------- | --------- | ---------- |
| Goud   | Ireen Wüst           | Nederland | 1.57,16 CR |
| Zilver | Renate Groenewold    | Nederland | 1.57,77    |
| Brons  | Claudia Pechstein    | Duitsland | 1.58,04    |
| 4      | Jekaterina Lobysjeva | Rusland   | 2.00,71    |
| 5      | Jekaterina Abramova  | Rusland   | 2.00,93    |
| 6      | Maren Haugli         | Noorwegen | 2.00,98    |
| 7      | Lucille Opitz        | Duitsland | 2.01,29    |
| 8      | Wieteke Cramer       | Nederland | 2.01,47    |
| 9      | Daniela Anschütz     | Duitsland | 2.01,62    |
| 10     | Moniek Kleinsman     | Nederland | 2.01,70    |

| Rang   | Schaatser          | Land       | Tijd    |
| ------ | ------------------ | ---------- | ------- |
| Goud   | Martina Sáblíková  | Tsjechië   | 7.05,10 |
| Zilver | Claudia Pechstein  | Duitsland  | 7.08,02 |
| Brons  | Renate Groenewold  | Nederland  | 7.08,76 |
| 4      | Ireen Wüst         | Nederland  | 7.11,60 |
| 5      | Maren Haugli       | Noorwegen  | 7.13,84 |
| 6      | Svetlana Vysokova  | Rusland    | 7.15,46 |
| 7      | Lucille Opitz      | Duitsland  | 7.20,01 |
| 8      | Daniela Anschütz   | Duitsland  | 7.21,74 |
| 9      | Katarzyna Wójcicka | Polen      | 7.22,31 |
| 10     | Anna Rokita        | Oostenrijk | 7.24,23 |

### Eindklassement
Achter de namen staat tussen haakjes bij meervoudige deelname het aantal deelnames
| Rang   | Schaatsster                | Land        | 500 m      | 3000 m       | 1500 m       | 5000 m       | Punten  |
| ------ | -------------------------- | ----------- | ---------- | ------------ | ------------ | ------------ | ------- |
| Goud   | Claudia Pechstein (14)     | Duitsland   | 39,60 (3)  | 4.08,47 (2)  | 1.58,04 (3)  | 7.08,02 (2)  | 163,159 |
| Zilver | Renate Groenewold (8)      | Nederland   | 40,50 (8)  | 4.05,79 (1)  | 1.57,77 (2)  | 7.08,76 (3)  | 163,597 |
| Brons  | Ireen Wüst (2)             | Nederland   | 40,15 (5)  | 4.08,92 (4)  | 1.57,16 (1)  | 7.11,60 (4)  | 163,849 |
| 4      | Martina Sáblíková (3)      | Tsjechië    | 41,22 (16) | 4.08,60 (3)  | 2.01,83 (11) | 7.05,10 (1)  | 165,773 |
| 5      | Maren Haugli (2)           | Noorwegen   | 40,73 (13) | 4.10,43 (5)  | 2.00,98 (6)  | 7.13,84 (5)  | 166,178 |
| 6      | Jekaterina Lobysjeva       | Rusland     | 39,27 (1)  | 4.17,03 (13) | 2.00,71 (4)  | 7.31,20 (14) | 167,464 |
| 7      | Lucille Opitz (2)          | Duitsland   | 40,67 (11) | 4.14,75 (8)  | 2.01,29 (7)  | 7.20,01 (7)  | 167,559 |
| 8      | Svetlana Vysokova (5)      | Rusland     | 40,68 (12) | 4.13,96 (7)  | 2.03,05 (15) | 7.15,46 (6)  | 167,568 |
| 9      | Daniela Anschütz-Thoms (8) | Duitsland   | 40,36 (6)  | 4.15,13 (10) | 2.01,62 (9)  | 7.21,74 (8)  | 167,595 |
| 10     | Katarzyna Wójcicka (7)     | Polen       | 40,04 (4)  | 4.15,10 (9)  | 2.03,12 (16) | 7.22,31 (9)  | 167,827 |
| 11     | Jekaterina Abramova        | Rusland     | 39,44 (2)  | 4.17,57 (14) | 2.00,93 (5)  | 7.32,25 (15) | 167,903 |
| 12     | Wieteke Cramer (3)         | Nederland   | 40,58 (10) | 4.19,65 (18) | 2.01,47 (8)  | 7.24,40 (11) | 168,785 |
| 13     | Adelia Marra (3)           | Italië      | 40,74 (14) | 4.16,11 (11) | 2.03,40 (17) | 7.26,56 (12) | 169,214 |
| 14     | Annette Bjelkevik (6)      | Noorwegen   | 40,49 (7)  | 4.18,79 (16) | 2.01,90 (12) | 7.30,73 (13) | 169,327 |
| 15     | Anna Rokita (2)            | Oostenrijk  | 41,45 (19) | 4.17,02 (12) | 2.03,40 (17) | 7.24,23 (10) | 169,842 |
| NC16   | Moniek Kleinsman (2)       | Nederland   | 41,46 (20) | 4.13,69 (6)  | 2.01,70 (10) | DQ           | 124,307 |
| NC17   | Katrin Mattscherodt        | Duitsland   | 41,36 (17) | 4.18,41 (15) | 2.03,02 (14) |              | 125,434 |
| NC18   | Hedvig Bjelkevik (4)       | Noorwegen   | 40,79 (15) | 4.23,38 (19) | 2.02,41 (13) |              | 125,489 |
| NC19   | Sofia Albertsson (3)       | Zweden      | 40,50 (8)  | 4.24,30 (20) | 2.04,55 (19) |              | 126,066 |
| NC20   | Daniela Oltean (8)         | Roemenië    | 41,44 (18) | 4.19,47 (17) | 2.04,83 (20) |              | 126,295 |
| NC21   | Daniela Dumitru (2)        | Roemenië    | 42,14 (23) | 4.26,66 (22) | 2.06,28 (21) |              | 128,676 |
| NC22   | Olena Miagkikh (7)         | Oekraïne    | 41,53 (21) | 4.31,06 (25) | 2.07,01 (22) |              | 129,042 |
| NC23   | Luiza Zlotkowska           | Polen       | 42,22 (25) | 4.27,05 (23) | 2.07,09 (23) |              | 129,091 |
| NC24   | Marita Johansson           | Zweden      | 42,59 (26) | 4.27,27 (24) | 2.07,85 (24) |              | 129,751 |
| NC25   | Joelija Jasenok (3)        | Wit-Rusland | 42,14 (23) | 4.33,58 (26) | 2.08,08 (25) |              | 130,429 |
| NC26   | Orsolya Fecskés            | Hongarije   | 41,76 (22) | 4.38,87 (27) | 2.09,79 (26) |              | 131,501 |
| NC27   | Cathrine Grage             | Denemarken  | 43,91 (27) | 4.26,38 (21) | 2.12,06 (27) |              | 132,326 |

vet = kampioenschapsrecord
DQ = gediskwalificeerd